# 2019年德国足协杯决赛
2019年德国足协杯决赛于2019年5月25日在柏林的奥林匹克体育场举行，以决出2018年至2019年德国足协杯、暨第76届德国足球最高等级杯赛竞争的冠军。决赛的对阵双方均为来自德甲的RB莱比锡和拜仁慕尼黑，其中前者是首次入围决赛，而后者则是这项赛事夺冠次数最多的球队。
拜仁慕尼黑最终以3:0的比分赢得决赛，第19次捧起德国足协杯冠军。凭借这场胜利，拜仁实现了他们的第12个国内双冠王成就，并因此得以在2019年8月的2019年德国超级杯中客场对阵2018-19赛季德甲亚军普鲁士多特蒙德。德国足协杯的冠军本应自动获得2019-20赛季欧洲联赛分组赛的参赛资格，但由于拜仁已通过德甲联赛获得了2019-20赛季欧洲冠军联赛的参赛资格，因此该名额被递补至排名德甲第六的沃尔夫斯堡，而排名德甲第七的和睦法兰克福则获得欧洲联赛第二轮外围赛的参赛资格。

## 参赛球队
在下表中，1949年以前的决赛为查默杯时代，自1953年以来为德国足协杯时代。
| 球队       | 过往决赛出席次数（粗体表示获胜者） |
| ---------- | --- |
| RB莱比锡   | 无 |
| 拜仁慕尼黑 | 22（1957、1966、1967、1969、1971、1982、1984、1985、1986、1998、1999、2000、2003、2005、2006、2008、2010、2012、2013、2014、2016、2018） |

## 背景

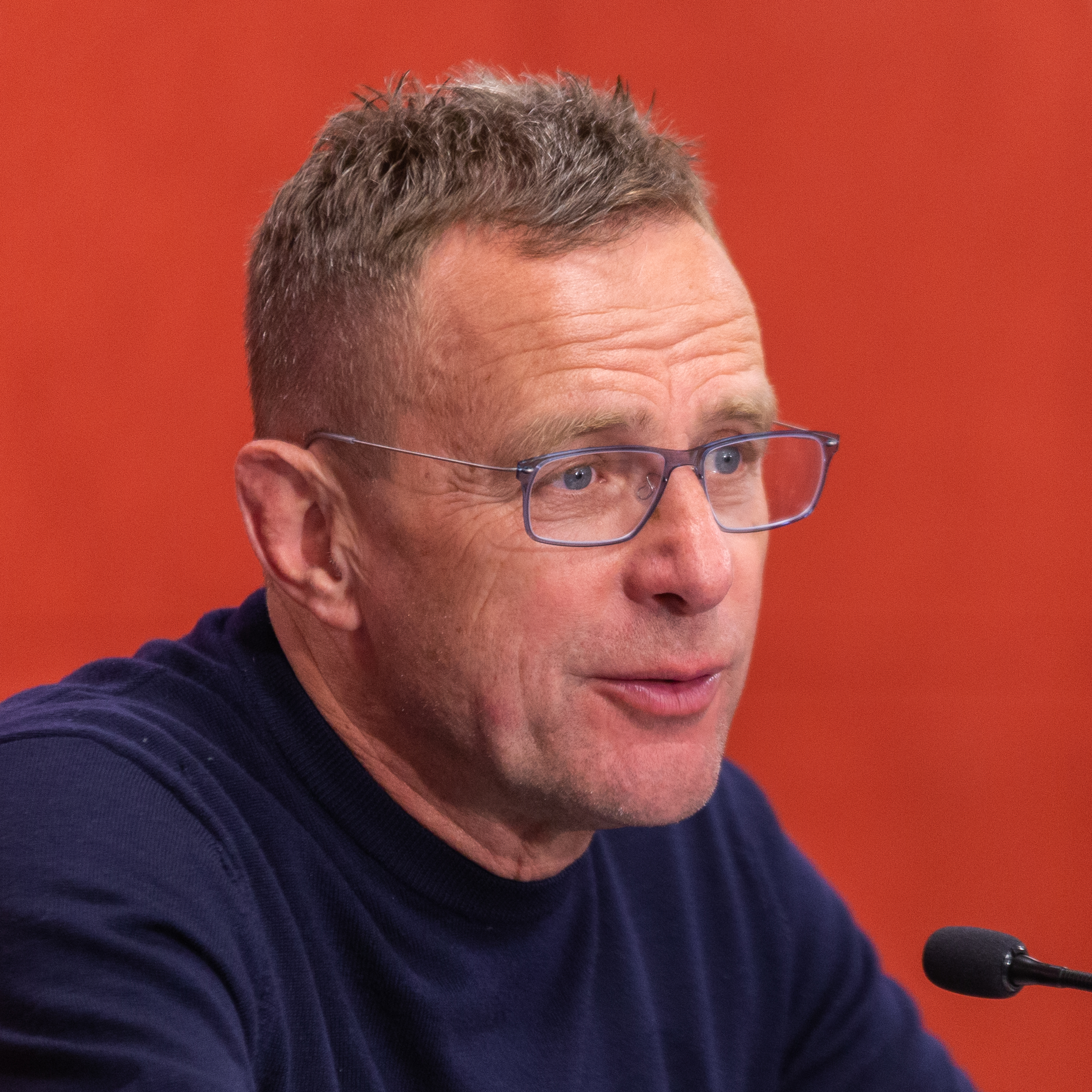
这是RB莱比锡主教练拉尔夫·朗尼克第三次参加德国足协杯决赛

这场决赛是RB莱比锡入围的首场决赛，也是他们第七次参加该项赛事。他们此前在德国足协杯中的最好成绩是三次晋级第二圈（2011-12赛季、2015-16赛季和2017-18赛季）。RB莱比锡成为第39支进入决赛的球队，也是自2001年的柏林联之后第一支首次进入决赛的球队，而这一成就是在俱乐部于2009年5月19日成立后尚不足十年取得的。他们还是自1941年的德累斯顿夺冠之后首支来自萨克森州的决赛球队，也是继1936年的VfB莱比锡夺冠之后第二支进入决赛的莱比锡球队。如果RB莱比锡获胜，他们将赢得首个大型赛事荣誉，此前该俱乐部仅赢得过地区级别的联赛和杯赛冠军；他们也将成为自1993年的拜耳勒沃库森以来第一支在首场决赛中获胜的球队。
这场决赛是拉尔夫·朗尼克作为RB莱比锡主教练的最后一场比赛，因为在尤利安·纳格尔斯曼自2019-20赛季起担任主教练后，他将重返体育总监岗位。朗尼克是在拉尔夫·哈森许特尔辞职后，于2018-19赛季接任主教练，这是他继2015-16赛季带领俱乐部升入德甲后第二次执掌教鞭。此前虽然没有担任主教练，但他从2012-13赛季开始便一直担任俱乐部的体育总监。这场决赛将是朗尼克第三次参加德国足协杯决赛，在他两次执教沙尔克04期间，他便已两度带领该队闯入决赛。其中在2005年，他以1-2不敌拜仁慕尼黑；之后则在2011年以5-0战胜杜伊斯堡，夺得夺冠。
另一方面，这场决赛是拜仁慕尼黑第23次入围决赛，延续了他们的在本项赛事中的纪录。在之前的决赛中，拜仁曾18次获胜，也创下了赛事纪录。这是拜仁连续第二次进入决赛，在2018年决赛中，他们输给了由现任主教练尼科·科瓦奇当时率领的和睦法兰克福。拜仁上一次在决赛中获胜是2016年，当时他们通过点球大战击败普鲁士多特蒙德。拜仁正在追求联赛和杯赛双冠王，他们在决赛前一周的最后一轮中赢得了2018-19赛季德甲联赛冠军。拜仁此前曾11次实现双冠王（2013年甚至为三冠王）伟业，创下了德国纪录，最近一次是在2016年。

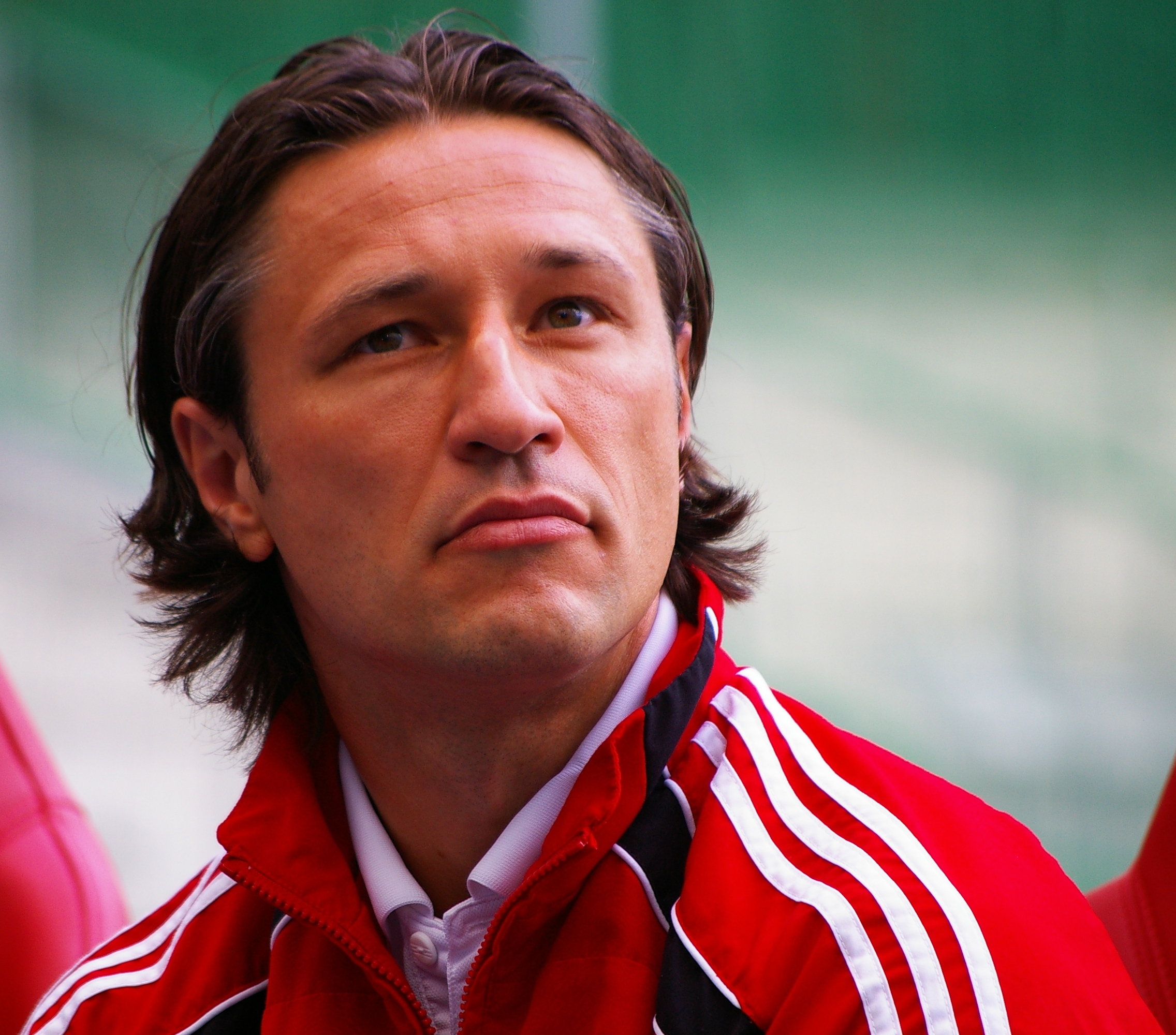
拜仁主教练尼科·科瓦奇是连续第三次进入决赛

这是拜仁主教练科瓦奇连续第三次闯入决赛，也是继汉斯·施密特（执教沙尔克04，1935年和1936年失利，1937年夺冠）、乌多·拉特克（执教拜仁慕尼黑，1984年和1986年夺冠，1985年失利）和奥托·雷哈格尔（执教云达不来梅，1989年和1990年失利，1991年夺冠）之后，第四位达成此成就的主教练。然而，科瓦奇是首位带领不同球队连续闯入决赛的主教练。这是他执教拜仁的首个赛季，此前曾两度带领和睦法兰克福进军决赛。2017年，他以1-2不敌普鲁士多特蒙德，之后在2018年战胜了未来的东家拜仁慕尼黑。科瓦奇是继沙尔克04的汉斯·施密特（1935年至1937年）之后，第二位在前三次参赛便三入决赛的主教练。他也有机会成为继格奥尔格·克勒（德累斯顿，1940年和1941年）、兹拉特科·柴可夫斯基（拜仁慕尼黑，1966年和1967年）、迪特里希·魏泽（和睦法兰克福，1974年和1975年）、亨内斯·魏斯魏勒（科隆，1977年和1978年）、胡布·斯蒂文斯（沙尔克04，2001年和2002年）以及菲利斯·馬加夫（拜仁慕尼黑，2005年和2006年）之后，第七位连续赢得德国足协杯冠军的主教练。此外，科瓦奇将是首位在每个赛季都代表不同的球队完成这项壮举的人。2018年，科瓦奇成为第五位以球员和主教练身份都夺得德国足协杯冠军的人，而本场决赛则可能让他成为第二位代表同一家俱乐部完成这一壮举的人。他曾以球员身份效力拜仁慕尼黑，并于2003年夺冠。此前，托马斯·沙夫曾在云达不来梅（1991年和1994年担任球员，1999年、2004年和2009年担任主教练）取得这一成就。科瓦奇还将成为第二位以球员和主教练身份赢得多次德国足协杯冠军的人，此前达成这一成就的同样是沙夫。
这场决赛是RB莱比锡与拜仁之间的第八场正式比赛，此前战绩为拜仁四胜、莱比锡一胜、两场平局。这场决赛也是德国足协杯历史上第65场全新的决赛配对。在双方此前的对阵中，仅有一场是发生在德国足协杯，即去季第二圈相遇。那场在莱比锡的比赛经过加时仍以1-1战平，拜仁通过点球大战中以5-4获胜。其余的对阵则发生在德甲联赛，拜仁于2016-17赛季主场3-0获胜、客场5-4获胜。在2017-18赛季德甲中，拜仁主场以2-0赢得首场交锋，之后莱比锡于第二场比赛中主场以2-1获胜。在本场决赛之前，双方于2018-19赛季曾交手两次，其中拜仁于2018年12月19日在主场以1-0获胜，第二次交手于2019年5月11日在莱比锡作为“决赛预演”举行，最终以0-0握手言和。

## 晋级过程
德国足协杯是由64支球队以单败淘汰赛制展开角逐。共需要五轮比赛晋级决赛。球队通过抽签进行对阵，90分钟内的胜者得以晋级下一轮。若仍然战成平局，则需进行为期30分钟的加时赛；若加时赛仍未分出胜负，则需进行点球大战决胜。
注：在以下所有赛果中，决赛球队的比分列前。
| RB莱比锡           | RB莱比锡     | 阶段                     | 拜仁慕尼黑              | 拜仁慕尼黑   |
| ------------------ | ------------ | ------------------------ | ----------------------- | ------------ |
| 对手               | 赛果         | 2018年至2019年德国足协杯 | 对手                    | 赛果         |
| 维多利亚科隆（客） | 3–1          | 第一圈                   | 德罗赫特森/阿瑟尔（客） | 1–0          |
| 霍芬海姆1899（主） | 2–0          | 第二圈                   | 勒丁豪森（客）          | 2–1          |
| 沃尔夫斯堡（主）   | 1–0          | 八分之一决赛             | 柏林赫塔（客）          | 3–2 （加时） |
| 奥格斯堡（客）     | 2–1 （加时） | 四分之一决赛             | 海登海姆（主）          | 5–4          |
| 汉堡（客）         | 3–1          | 半决赛                   | 云达不来梅（客）        | 3–2          |

## 决赛

### 细节
| 2019年5月25日 20:00 CEST |

| RB莱比锡 | 0–3  | 拜仁慕尼黑                         |
| -------- | ---- | ---------------------------------- |
|          | 報告 | - 莱万多夫斯基 29', 85' - 科芒 78' |

| 柏林奥林匹克体育场 觀眾人數：74,322 ：托比亚斯·施蒂勒（汉堡） |

| RB莱比锡 | 拜仁慕尼黑 |

| GK            | 1  | 彼得·           |     |     |
| RB            | 16 | 卢卡斯·克洛斯特曼         |     |     |
| CB            | 6  | 法國            |     | 82' |
| CB            | 4  | （队长）        |     | 70' |
| LB            | 23 | 马塞尔·哈尔斯滕贝格         |     |     |
| DM            | 14 | 泰勒·亚当斯         |     | 65' |
| CM            | 7  | 馬塞爾·薩比策   |     |     |
| CM            | 44 | 斯洛文尼亚      |     |     |
| AM            | 10 | 瑞典            |     |     |
| CF            | 9  | 丹麦            |     |     |
| CF            | 11 | 德国            |     |     |
| 替补：        |    |                 |     |     |
| GK            | 28 | 伊冯·           |     |     |
| DF            | 5  | 达约·于帕梅卡诺 | 82' | 70' |
| DF            | 22 | 法國            |     |     |
| DF            | 27 | 康拉德·莱默     |     | 65' |
| MF            | 8  | 阿马杜·海达拉         |     | 82' |
| MF            | 31 | 德国            |     |     |
| FW            | 20 | 巴西            |     |     |
| 主教练：      |    |                 |     |     |
| 拉尔夫·朗尼克 |    |                 |     |     |

| GK          | 1  | 曼努埃尔·诺伊尔（队长） |     |     |
| RB          | 32 | 约书亚·基米希           |     |     |
| CB          | 4  | 尼克拉斯·聚勒           |     |     |
| CB          | 5  | 马茨·胡梅尔斯           |     |     |
| LB          | 27 | 大卫·阿拉巴             |     |     |
| CM          | 8  | 哈维·马丁内斯           |     | 65' |
| CM          | 6  | 蒂亚戈                  |     |     |
| RW          | 22 | 塞尔吉·格纳布里         |     | 73' |
| AM          | 25 | 托马斯·穆勒             |     |     |
| LW          | 29 | 金斯利·科芒             |     | 87' |
| CF          | 9  | 罗伯特·莱万多夫斯基     | 87' |     |
| 替补：      |    |                         |     |     |
| GK          | 26 | 斯文·乌尔赖希           |     |     |
| DF          | 13 | 拉菲尼亚                |     |     |
| DF          | 17 | 热罗姆·博阿滕           |     |     |
| MF          | 7  | 弗兰克·里贝里           |     | 87' |
| MF          | 10 | 阿尔扬·罗本             |     | 73' |
| MF          | 24 | 科朗坦·托利索           |     | 65' |
| MF          | 35 | 雷纳托·桑谢斯           |     |     |
| 主教练：    |    |                         |     |     |
| 尼科·科瓦奇 |    |                         |     |     |

| 最佳球员： 罗伯特·莱万多夫斯基（拜仁慕尼黑） 助理裁判： 克里斯蒂安·吉特尔曼（高尔斯海姆） 马蒂亚斯·约伦贝克（弗赖堡） 第四官员： 毕碧安娜·施泰因豪斯（朗根哈根） 视频助理裁判： 托比亚斯·韦尔茨（威斯巴登） 辅助视频助理裁判： 马丁·托姆森（克莱沃） | 比赛规则 - 90分鐘正規賽 - 如有需要將舉行30分鐘加時賽 - 如果仍平手，將開始互射十二碼 - 每邊7名替補球員 - 每邊可換3名替補球員上場，加时赛可换第4名 |